# Izvoru (okręg Aluta)
Izvoru – wieś w Rumunii, w okręgu Aluta, w gminie Găneasa. W 2011 roku liczyła 754 mieszkańców.